# جامع غوغان
جامع غوغان (بالفارسية: مسجد جامع گوگان) هو مسجد تاريخي يعود إلى عصر القاجاريون، ويقع في غوغان.